# Фридрих I (Брауншвайг-Волфенбютел)
Вижте пояснителната страница за други личности с името Фридрих I.
Фридрих I (на немски: Friedrich I von Braunschweig und Lüneburg; * 1357/1358, † 5 юни 1400 при Клайненглис) от род Велфи, е херцог на Брауншвайг и Люнебург и княз на Брауншвайг-Волфенбютел (1373 – 1400).

## Живот
Той е най-големият син на херцог Магнус II, наричан „Торкват“ (с веригата) (1324 – 1373) и на Катарина фон Анхалт-Бернбург († 30 януари 1390), дъщеря на княз Бернхард III (Анхалт) († 1348).
Фридрих I участва с баща си и братята си в Люнебургската наследствена война (1370 – 1389), през която през 1388 г. той завладява Люнебург.
След смъртта на баща му през 1373 г. Фридрих I започва да управлява заедно с по-малкия си брат Бернхард I. След „Люнебургската наследствена война“ (1370 – 1388) с херцозите от Саксония-Витенберг за Княжество Люнебург, Фридрих I получава Княжество Брауншвайг-Волфенбютел. Братята му Бернхард I († 1434) и Хайнрих I († 1416) управляват заедно Княжество Люнебург.
При преговорите за кралските избори края на май 1400 г. във Франкфурт неговият зет Рудолф фон Саксония го номинира, но архиепископ Йохан II от Майнц фаворизира Рупрехт, пфалцграфа при Рейн. Те се скарват и Фридрих си тръгва. По обратния му път той е убит на 5 юни 1400 г. при село Клайненглис, на няколко километра южно от Фритцлар от оберамтмана от Майнц в Хесен, граф Хайнрих VII фон Валдек, и неговите другари Фридрих фон Хертингсхаузен и Конрад фон Фалкенберг. През 15 век на мястото на неговото убийство е поставен т.нар. „Императорски кръст от Клайненглис“.
Крал Рупрехт задължава убийците на 3 февруари 1402 г. като опрощение да подарят един олтар с непрекъсната литургия за душата в катедралата „Св. Петър“ във Фритцлар.

## Фамилия
Фридрих I се жени през 1386 г. за Анна фон Саксония-Витенберг († 1426), дъщеря на курфюрст Венцел, с която има две дъщери:
- Катарина († 1436/1439), ∞ (1413) граф Хайнрих XXIV (XIX) фон Шварцбург-Бланкенбург († 1444)
- Анна (* 1390, † 1432), ∞ (1410) Фридрих IV фон Хабсбург с празната чанта, граф в Тирол († 1439)